# 1479 км (блокпост)
1479 км — блокпост Львівської дирекції Львівської залізниці на електрифікованій лінії Тернопіль — Львів між станціями Львів (2 км) та Підзамче (4 км), у місці відгалуження лінії у напрямку Рясне (лінія Рясна — Рава-Руська). Розташований вздовж вулиці Винниця, у Шевченківському районі міста Львова.

## Історія
Блокпост відкритий 1971 року. Має виключно технічне значення. Приміські поїзди прямують через блокпост без зупинок.